# Murianette
Murianette település Franciaországban, Isère megyében. Lakosainak száma 866 fő (2022. január 1.). Murianette Saint-Martin-d’Uriage, Venon, Domène, Gières, Meylan és Revel községekkel határos.

## Népesség
A település népességének változása:
| Lakosok száma | 418  | 526  | 542  | 713  | 878  | 886  | 882  | 862  | 859  | 866  |
|               | 1968 | 1982 | 1990 | 2006 | 2013 | 2015 | 2017 | 2019 | 2020 | 2022 |